# Top 50
Top 50 è una classifica trasmessa su MTV Music dal dicembre del 2011 delle 50 canzoni più ascoltate nel corso dell'anno. Generalmente la classifica viene messa in onda gli ultimi giorni di dicembre di ogni anno. Il programma prende il posto della vecchia Top 100, trasmessa per oltre dieci anni da MTV, che per esigenze di palinsesto viene trasferita sul canale tematico di MTV.
Una versione ridotta della classifica, la Top 20, viene trasmessa su MTV Hits, anche se l'ordine delle posizioni è parzialmente mutato rispetto alla Top 50 (tuttavia le prime dieci sembrano non ricevere nessun cambiamento rispetto l'originale).
Nel 2013 ad aggiudicarsi il trono è Happy di Pharrell Williams, singolo tuttavia uscito alla fine del 2012, ma che ha sfondato le classifiche di tutto il mondo solo l'anno successivo.

## Canzoni prime in classifica dal 2011 ad oggi
- 2011 - Someone like You - Adele
- 2012 - Somebody That I Used to Know - Gotye
- 2013 - Blurred Lines - Robin Thicke ft Pharrell Williams & T.I.
- 2014 - Happy - Pharrell Williams